# Klassische Nationalökonomie

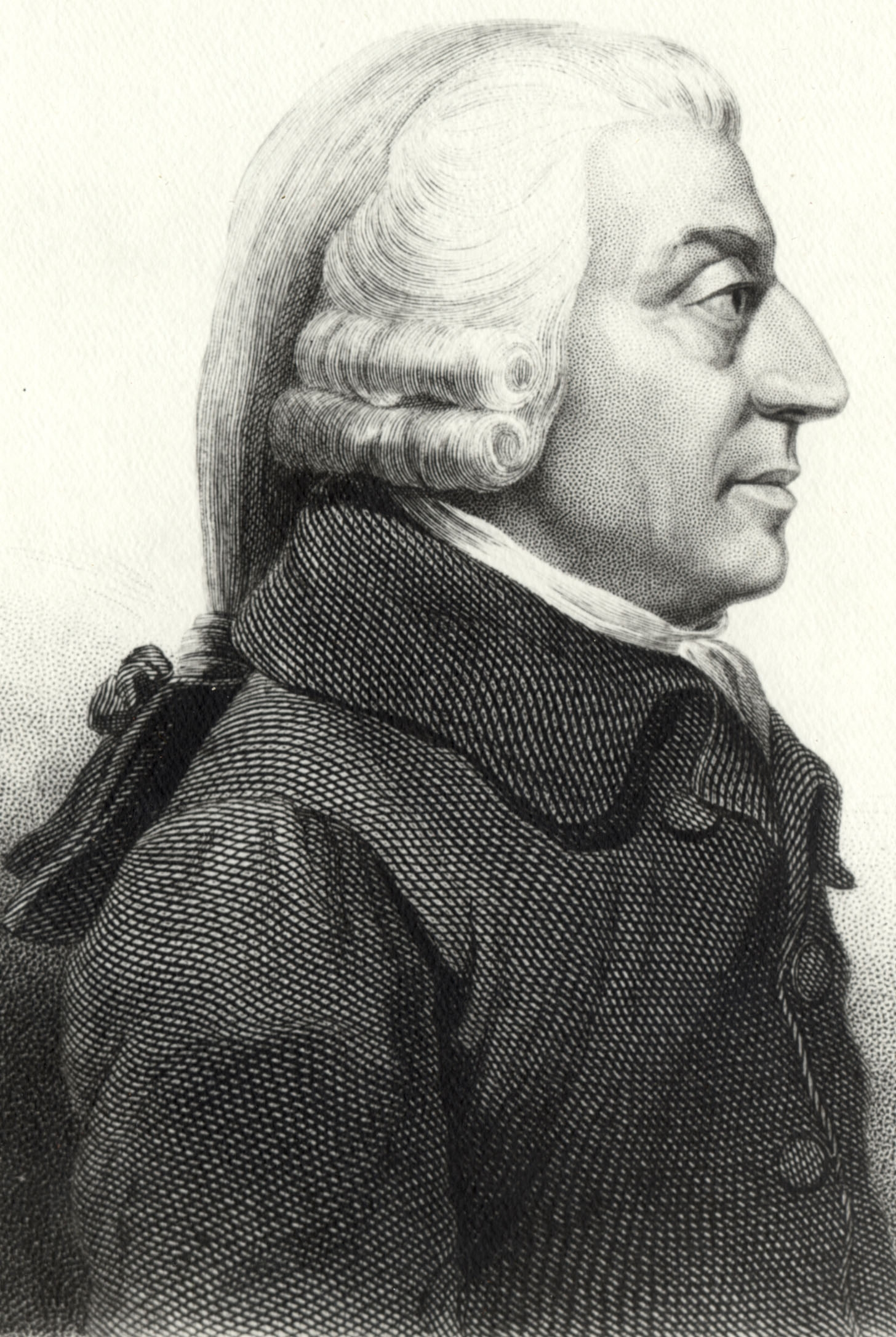
Adam Smith

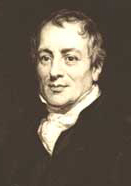
David Ricardo

Die klassische Nationalökonomie oder klassische Ökonomie (kurz: Klassik), auch Politische Ökonomie, bezeichnet in der Geschichte der Volkswirtschaftslehre sowohl die Theorien wie auch die Epoche der Begründer der Ökonomie als eigenständige Wissenschaftsdisziplin. Den Begriff „Klassische Nationalökonomie“ prägte Karl Marx.
Die klassische Nationalökonomie war anfangs weitgehend identisch mit dem wirtschaftlichen Liberalismus (Klassischer Liberalismus) und löste die Anschauungen des Merkantilismus und des Physiokratismus ab. Paradigmatische Geltung für die klassische Nationalökonomie wird dem Werk Der Wohlstand der Nationen von Adam Smith aus dem Jahre 1776 zugesprochen. Als ihre Hauptvertreter gelten neben Smith David Ricardo, Jean-Baptiste Say, Thomas Malthus und John Stuart Mill.
Um 1870 herum wurde die klassische Ökonomie als vorherrschende Lehre von der Neoklassik abgelöst.

## Theoriegeschichtliche Entwicklung

### Merkantilismus – Physiokraten – Klassik
Das ökonomische Denken des Merkantilismus analysierte ökonomische Vorgänge unter dem Gesichtspunkt, wie der Reichtum des Fürsten bzw. der von ihm kontrollierten Staatskasse gefördert werden kann.
Die Physiokraten gingen sodann dazu über, ökonomische Prozesse unter dem Gesichtspunkt der Förderung des Wohlstands eines gesamten Volkes zu betrachten. In Fortführung und Erweiterung dieser Theorieperspektive analysierten die klassischen Nationalökonomen die Marktwirtschaft als ein sich selbst regulierendes System, das vom Eigennutz des Individuums angetrieben zum Wohle aller wirkt. Die kausale Analyse der ökonomischen Beziehungen wurde dabei häufig nahtlos verknüpft mit dem wirtschaftspolitischen Leitbild des Liberalismus, wie es typischerweise den Interessen des aufkommenden Bürgertums im Zuge der Ablösung der feudalen Gesellschaftsstrukturen entsprach.

### Theoretische Grundlagen
Das Gedankengebäude der klassischen Nationalökonomie weist zahlreiche Versionen und Widersprüche auf; dennoch gibt es einige grundlegende Prinzipien, die die innere Einheit des Systems deutlich werden lassen. Dazu gehören das Prinzip des Eigeninteresses, die Gleichgewichtsthese, die Arbeitswerttheorie bzw. die der Produktionskosten, die Einkommensverteilung sowie die Forderung nach Freiheit der wirtschaftlichen Betätigung.
Das Erkenntnisprogramm der klassischen Ökonomie lässt sich nach Hans Albert wie folgt charakterisieren:
1. durch die Annahme von Gesetzmäßigkeiten, mit denen soziale Tatsachen erklärt werden können
2. diese Tatsachen werden durch das Zusammenwirken von individuellen Handlungen erklärt
3. wesentliche Handlungsbedingung ist die Knappheit der Mittel zur Befriedigung menschlicher Bedürfnisse
4. das Selbstinteresse ist wichtige Orientierungsbasis für rationales Handeln
5. das Handeln wird mitbestimmt durch das institutionelle Umfeld.

Die zentrale Kategorie für die klassische Nationalökonomie ist der Begriff des Kapitals, der schon von François Quesnay (1694–1774) eingeführt worden war. Die Prozessbetrachtung der „Produktion von Waren mittels Waren“ unterschied eine Produktionsperiode von einer Verteilungsperiode und begann mit einem Kapitalstock, dessen Auf- und Verteilung und Akkumulation es im Einzelnen zu analysieren galt.

#### Adam Smith (1723–1790)
Adam Smith versuchte zu zeigen, dass der eigennützige, auf seinen persönlichen wirtschaftlichen Vorteil bedachte Mensch mit seinem wirtschaftlichen Handeln gleichzeitig dem Wohl aller anderen dient. Bekannt wurde vor allem Smiths Metapher der unsichtbaren Hand als regulierende Kraft des Marktes.

#### Thomas Robert Malthus (1766–1834)
Thomas Robert Malthus untersuchte die Ursachen von Armut und entwickelte in diesem Zusammenhang das berühmte Bevölkerungsgesetz.

#### David Ricardo (1772–1823)
David Ricardo leistete einen bedeutenden Beitrag zur Außenhandelstheorie mit der Darstellung der komparativen Kostenvorteile sowie zum Ertragsgesetz.

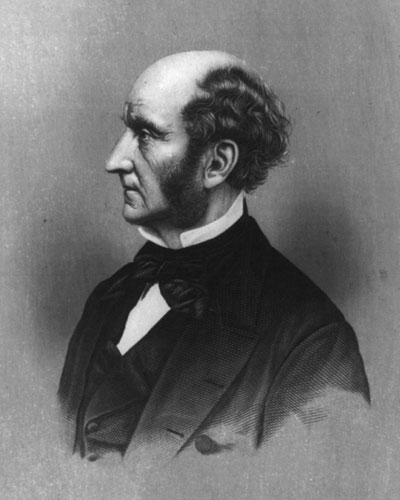
John Stuart Mill

#### John Stuart Mill (1806–1873)
John Stuart Mill stellte die Theorien von Smith, Malthus und Ricardo in seinen Prinzipien der politischen Ökonomie systematisch dar.

#### Jean-Baptiste Say (1767–1832)
Jean-Baptiste Say wurde insbesondere durch das nach ihm benannte Saysche Theorem bekannt, nach dem sich jedes Angebot seine Nachfrage selbst schafft. Angebot und Nachfrage in einer Volkswirtschaft tendierten deshalb immer zu einem Gleichgewichtszustand.

## Rezeption

### Klassik und Neoklassik
Um 1870 wird durch die marginalistische Revolution die klassische Ökonomie als vorherrschende Lehre von der Neoklassik abgelöst., die das klassische Wertparadoxon auflöste. An Stelle der Arbeitswertlehre, einer objektiven Wertlehre, setzten sie mit der Grenznutzentheorie eine subjektive Wertlehre.
Für die klassischen Ökonomen stand das langfristige Wachstum einer Volkswirtschaft im Mittelpunkt des theoretischen Interesses. Hingegen geht es der Neoklassik um die Allokation von Ressourcen in einer gegebenen Situation. Dieses Problem des optimalen Mitteleinsatzes wurde nunmehr vorwiegend auf der mikroökonomischen Ebene betrachtet, wobei eine Substitution der Produktionsfaktoren als möglich angesehen wurde.
Die Erkenntnisse der neoklassischen Theorie wurden zum ersten Mal von Alfred Marshall zusammengefasst.
Kontroverse um Kontinuität oder Diskontinuität
Die Neoricardianer bemerken eine Diskontinuität zwischen klassischer Nationalökonomie und den darauffolgenden Ökonomen. Im Gegensatz dazu stellt Samuel Hollander die Kontinuität zwischen klassischer und neoklassischer Nationalökonomie heraus. Wegen der – trotz Unterschieden in Einzelfragen – gemeinsamen Grundvorstellungen werden die klassische Nationalökonomie und die neoklassische Theorie von einigen Autoren zu einem als Klassik-Neoklassik. bezeichneten Gedankengebäude zusammengefasst, Keynes hatte beide Paradigmen insgesamt als Klassik bezeichnet.

### Rezeption durch Marx
Eine besondere Stellung zur klassischen Nationalökonomie nimmt Karl Marx und die auf ihn bauende marxistische Wirtschaftstheorie ein. Einerseits schließt Marx an Adam Smith und Ricardo zum Teil direkt an und stellt diese ausdrücklich als „klassische Nationalökonomen“ den „Vulgärökonomen“ gegenüber. Andererseits wirft er ihnen oberflächliche Sichtweisen und Inkonsequenzen vor, die einer „Vulgärökonomie“ im Sinne von Say und Malthus den Weg frei machten. Marx setzte den Beginn dieser Tradition mit William Petty an. Er grenzte „klassische politische Ökonomie“ ab zur Vulgärökonomie, womit er die Periode nach Ricardo und Jean-Charles-Léonard Simonde de Sismondi bezeichnete.
Michio Morishima kommt indes zu einer neuen, differenzierteren Ansicht von den theoretischen Differenzen zwischen Klassik, Marx und der Neoklassik.

### Rezeption durch die Historische Schule
Die Historische Schule der Nationalökonomie wirft der Klassik Realitätsferne vor. Die Modelle und Theorien der klassischen Schule seien zwar sehr klar und lieferten oft eindeutige Ergebnisse. Diese stimmten mit den beobachtbaren Vorkommnissen aber nur selten überein. Kritiker, wie Wilhelm G. F. Roscher, fordern zumindest eine Untermauerung und Überprüfung der theoretischen Ergebnisse durch empirische Untersuchungen. Einige Ökonomen – insbesondere Karl Knies – gehen noch einen Schritt weiter und lehnen jede Naturgesetzlichkeiten verkündende Theorienbildung als unwissenschaftlich ab. Ihrer Meinung nach können Gesetzmäßigkeiten grundsätzlich nur den Charakter von Analogien haben – realistische Prognosen sind ihrer Meinung nach kaum möglich.